# Cecilie Redisch Kvamme
Cecilie Redisch Kvamme (født 11. september 1995) er en kvindelig norsk fodboldspiller, der spiller som forsvar for engelske West Ham United og Norges kvindefodboldlandshold, siden 2019.
Hun blev udtaget til den norske landsholdstrup, til VM i fodbold for kvinder 2019.
Hun skrev i sommeren 2019, under med den engelske FA Women's Super League-klub West Ham United.
Hun var også med til at vinde Algarve Cup 2019. 